# Kate O'Brien (écrivain)
Pour les articles homonymes, voir Kate O'Brien et O'Brien.
Kate O'Brien, née le 3 décembre 1897 à Limerick et morte le 13 août 1974  à Canterbury, est une écrivaine irlandaise.

## Biographie
Née dans une famille de classe moyenne à Limerick en 1987, elle devient à 5 ans la plus jeune pensionnaire du couvent Lauren Hill suite au décès de sa mère.
Elle est diplômée de l'University College Dublin d'une licence en français et en anglais en 1919. Elle développe un attachement durable à l'Espagne lorsqu'elle y séjourne en 1922-1923 en tant que gouvernante à Bilbao et où elle commence à écrire des fictions,,.
Kate O'Brien reçoit en 1931 le James Tait Black Memorial Prize ainsi que le Hawthornden Prize pour son premier roman Without My Cloak paru la même année,.
Ses travaux portent majoritairement sur les questions de genre et de sexualité et deux de ses romans, Mary Levelle et The Land of Spices, jugés trop radicaux sont censurés en Irlande,.
La bibliothèque Glucksman de l'Université de Limerick en Irlande conserve une importante collection de ses écrits.

## Œuvres

### Romans
- Without My Cloak (1931)

- Prix James Tait Black, 1931
- Prix Hawthornden, 1931
- The Ante-Room (1934)
- Mary Lavelle (1936) (adapté au cinéma sous le nom Talk of Angels, 1998)
- Pray for the Wanderer (1938)
- The Land of Spices (1941)
- The Last of Summer (1943)
- That Lady (1946) (adapté au cinéma sous le nom La Princesse d'Eboli, 1955)

- traduit en français sous le titre La Princesse à l’œil de soie par Martine Leroy-Battistelli, Paris, Éditions Payot, coll. « Les Romans de l'histoire », 1987, 377 p.  (ISBN 2-228-75090-5)
- The Flower of May (1953)
- As Music and Splendour (1958)
- Constancy, roman inachevé, (1972)

### Théâtre
- Distinguished Villa: A Play in Three Acts (1926)
- Gloria Gish =
- The Anteroom (adaptation de son roman)
- That Lady: A Romantic Drama (adaptation de son roman, 1949)

### Mémoires et correspondance
- Presentation Parlour (1963)